# گرابانوو-کولونگا
گرابانوو-کولونگا (به لهستانی:  Grabanów-Kolonia) یک روستا در لهستان است که در گمینا بیاوا پودلاسکا واقع شده‌است.